# ケニー・ベイカー (フィドラー)
ケニー・ベイカー（Kenny Baker）ことケネス・クレイトン・ベイカー（Kenneth Clayton Baker、1926年6月26日 - 2011年7月8日）は、アメリカ合衆国のフィドルプレイヤー。ビル・モンローのブルーグラス・ボーイズに25年間在籍した。

## 略歴
ベイカーはケンタッキー州バーディンに生まれ、フィドル奏者であった彼の父に同行し、フィドルを教わった。当初、ベイカーはスウィングフィドルのMarion Sumnerや、ジャンゴ・ラインハルト、ステファン・グラッペリの影響を受けていた。彼はベスレヘム・スチールの一員としてケンタッキーの炭鉱で働いたのち、アメリカ海軍でフィドルの演奏をしていた。ドン・ギブソンのバンドにMarion Sumnerの代わりとして加入。当初、ウェスタン・スウィングを弾いていたベイカーはブルーグラスにはほとんど興味が無かった。しかし、"Wheel Hoss"、"Roanoke"といった曲が、彼をブルーグラスの世界に引き込むこととなる。ドン・ギブソンと海軍での慰問演奏をしている間に、ベイカーはビル・モンローと出会い、バンドへと誘われる。こうして彼の最初のレコーディングは、ブルーグラス・ボーイズの一員として、1957年12月15日に行われた。
ケニー・ベイカーはブルーグラス・ボーイズの他のメンバーに比べ、長期間にわたりバンドに在籍した。ベイカーはUncle Pen Vandiverから譲り受けた曲をレコードするフィドラーとしてモンローに見初められていた。1984年にブルーグラス・ボーイズを去るまで、ベイカーはBob Black, Alan Murphy, Aleta Murphyといった仲間たちと演奏を続けた。1973年にはBob BlackとAla Murphyと共に"Dry & Dusty"をレコーディング。BlackとMurphy兄弟とのひと夏が過ぎたのち、ベイカーはフラット&スクラッグスのフォギーマウンテンボーイズでドブロを弾いていたジョッシュ・グレイブスと組み始める。この二人はグレイブスが2006年にこの世を去るまでチームを組み続けた。
ベイカーはブルーグラスにおいて最も影響力のあったフィドラーであると考えられている。彼の「ロング・ボウ」スタイルはビル・モンローのフィドルベースの音楽に滑らかさと清澄さを加えた。ベイカーとモンローの長期にわたるタッグは、フィドルチューンにおいて、ビル・キースによるメロディック・バンジョー奏法の発展を促した。
1993年、人間国宝に相当するナショナル・ヘリテージ・フェローシップを受賞した。1999年にはInternational Bluegrass Music Hall of Honorを受賞。彼は様々なレーベルから多くのアルバムをリリースした。彼のレーベルはCountry Records, Jasmine, Rounder Recordsなどで、最も頻繁にOMSをもちいた。
ベイカーは奏者でもあり、また多くのブルーグラスにおけるフィドル曲の作曲者でもある。
死去前はケンタッキー州ジェンキンスに住んでいた。
ベイカーは2011年7月8日、テネシー州ガルアチンの病院で発作からくる合併症によりこの世を去った。